# Oskar Rudolf Dengel
Oskar Rudolf Dengel (* 27. Dezember 1899 in Waldbüttelbrunn; † 12. März 1964 in Würzburg) war ein deutscher Verwaltungsjurist, Bürgermeister und Stadtkämmerer, der während des Zweiten Weltkriegs als hoher Verwaltungsbeamter in besetzten Gebieten tätig war. Auf seine Anweisung wurde die Akte „Warschau, die neue deutsche Stadt“ erstellt. Dengel wurde 1948 von einem polnischen Gericht als Kriegsverbrecher zu einer langjährigen Haftstrafe verurteilt.

## Leben

### Würzburg
Oskar Dengel wurde in der Nähe Würzburgs geboren. Nach dem Besuch eines Realgymnasiums in Würzburg folgte ein Jurastudium an der Universität Würzburg. Er promovierte in Würzburg 1923 zum Dr. jur., legte 1925 die Große Staatsprüfung für den höheren Justiz- und Verwaltungsdienst ab und wurde nach einer Anstellung bei einer Rechtsanwaltskanzlei 1926 Regierungsassessor im bayerischen Staatsdienst bei der Regierung von Unterfranken. Im Januar 1929 wurde er zum Leiter des Landesamtes in Alzenau ernannt. Zum 1. November 1931 trat er der NSDAP bei (Mitgliedsnummer 698.984). Nach der nationalsozialistischen „Machtergreifung“ wurde er in Würzburg am 27. April 1933 berufsmäßiger Stadtrat, ab Mai 1933 Rechtsrat, vom Stadtrat am 27. September gewählt, vom 1. Oktober 1934 bis 1942 Zweiter rechtskundiger (berufsmäßiger) Bürgermeister unter Theo Memmel. Bis 1934 war er NSDAP-Ortsgruppenleiter in Waldbüttelbrunn. Er war vom 1. April 1933 bis 1935 Gaukulturwart und Gauamtsleiter für die berufsständische Aufgliederung. Am 1. Oktober 1934 wurde er zusätzlich zum Kämmerer in Würzburg bestellt, leitete bis zum 1. Januar 1935 das mit der Stadtkämmerei verbundene Kulturreferat, welchem er schon von April 1933 bis September 1934 vorgestanden hatte, und wurde später auch zum Gaujägermeister ernannt. Zu Beginn des Zweiten Weltkrieges erfolgte die Einberufung zum in Würzburg stationierten Infanterieregiment 55 (als Feldwebel der Reserve); nach wenigen Tagen wurde Dengel auf Antrag des Reichsministeriums des Innern zu einer von Harry von Craushaar geleiteten Zivilverwaltungsbehörde abgeordnet.

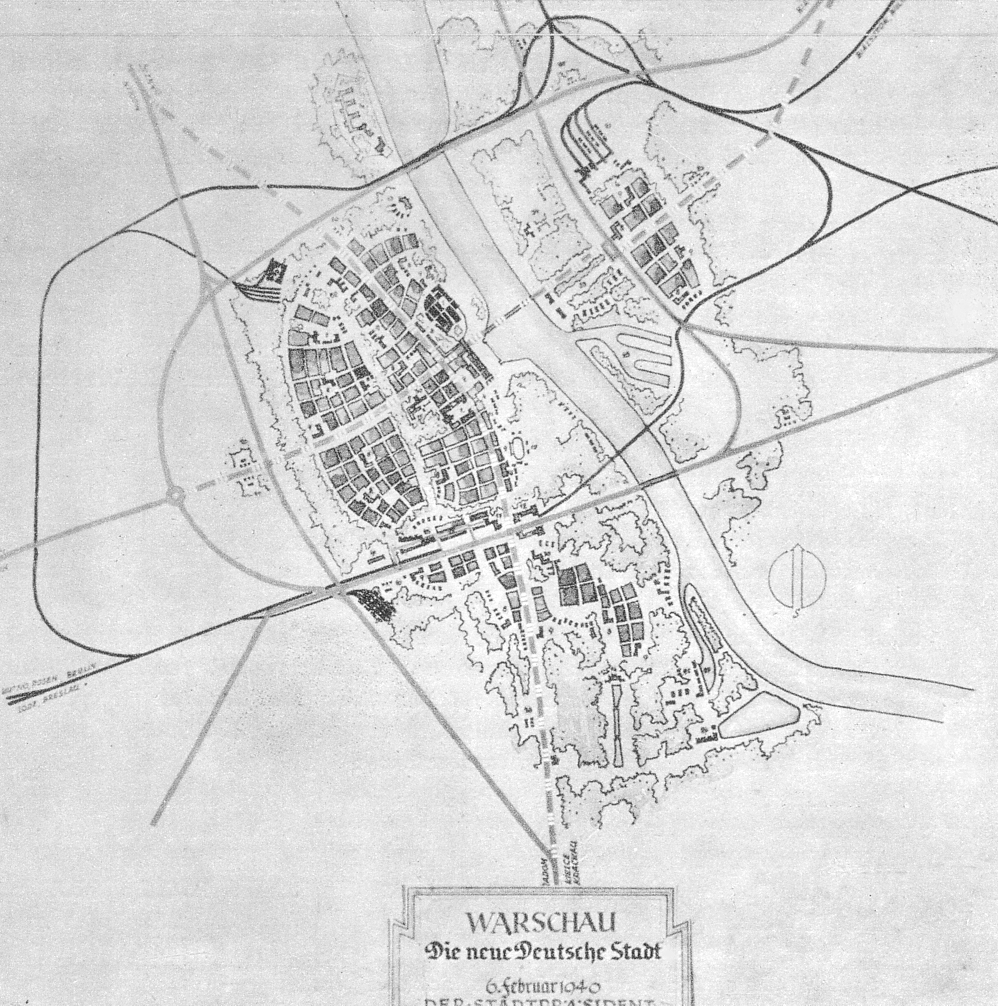
Aufriss der „Neuen deutschen Stadt Warschau“ vom 6. Februar 1940

### Warschau
Am 1. Oktober 1939 wurde Dengel zum Stellvertreter von Helmut Otto als Chef der Zivilverwaltung in Warschau ernannt. Bereits am 4. November 1939 löste Dengel Otto als Kommissarischer Stadtpräsident Warschaus ab. Er sollte zügig eine funktionierende, deutsche Stadtverwaltung aufbauen. Dazu ließ er eine über zwanzigköpfige Gruppe erfahrener und ihm vertrauter Beamten aus seiner Heimatstadt Würzburg nach Warschau kommen. Darunter fanden sich der Leiter des Stadtplanungsamtes Hubert Groß, der Leiter des Tiefbauamtes Erwin Suppinger, der Leiter des Vermessungsamtes Max Kretschmar, sowie Dengels Nachfolger in Würzburg, Ludwig Leist.
Auf Anweisung Dengels bildete Groß eine „Techniker-Gruppe“, um eine neue Stadtordnung der zukünftigen neuen deutschen Stadt Warschau zu entwickeln. Die entsprechende Planungsmappe übergab Dengel vermutlich am 6. Februar 1940 dem Generalgouverneur Hans Frank. Da er dieses wahrscheinlich unter Nichteinhaltung des Dienstweges machte und damit den Chef des Distriktes Warschau, Ludwig Fischer, gegen sich aufbrachte, fiel er in Ungnade. Am 5. März 1940 verließ er im Rahmen einer Aussiedlung seinen Warschauer Posten. Nach Zeugenangaben im späteren Kriegsverbrecher-Prozess hatte man kurz vor der Ausweisung auch mehrere Kisten mit gestohlenen Kunstwerken aus dem Blank-Palast (damals Sitz deutscher Verwaltungsbehörden) in Dengels Besitz gefunden.

### Zeit nach Warschau
In Folge war Dengel in der Militärverwaltung in Brüssel tätig. Am 5. Juni 1940 wurde er Stadtkommissar von Lille. Vom 20. Juni bis zum 25. August diente er als Verwaltungschef beim Stab der 9. Armee und als SS-Führer Stab im SS-Abschnitt IX in Russland. Im Oktober 1941 erfolgte die Berufung zum kommissarischen Regierungsvizepräsidenten in Würzburg. Im August wurde Dengel Vizepräsident der Regierung von Mainfranken und am 1. Oktober 1942 schied er aus den Diensten der Stadt Würzburg aus. 1942 wurde er Mitglied der SS und erhielt 1943 den Ehrenrang eines SS-Obersturmbannführers. In der zweiten Jahreshälfte 1944 wurde Dengel nach einem Disziplinarverfahren aufgrund von Defaitismus nach Aussig in das Sudetenland versetzt.

### Nachkriegszeit
Am 4. April 1947 wurde Dengel in Waldbüttelbrunn von der amerikanischen Besatzungsmacht verhaftet und im Internierungslager Dachau interniert. Nach Vernehmungen am 18. Juni 1947 wurde er nach Polen ausgeliefert. Dort erfolgte eine Anklage wegen krimineller Taten als „Stadthauptmann“; auch die Akte „Warschau, die neue deutsche Stadt“ diente als Beweisstück. Er wurde Ende März 1950 in Warschau zu einer Haftstrafe von 15 Jahren verurteilt, die später reduziert wurde. Anfang August 1956 kehrte er nach Waldbüttelbrunn zurück. Ermittlungen der Staatsanwaltschaft Würzburg gegen Dengel wurden am 3. Mai 1961 eingestellt.